# .wtf
.wtf (абревіатура від «англ. What the fuck?»  укр. «Що за фігня?») — це загальний домен верхнього рівня (англ. gTLD), реєстром якого керує оператор Binky Moon LLC під брендом компанії Identity Digital, до 2022 року — Donuts . У червні 2012 року Райан Сінг з Wired пророкував, що ніхто ніколи не обере домен .wtf. Відтоді сотні тисяч заявників отримали схвалення.
Уряд Саудівської Аравії виступав проти запровадження цього домену разом з іншими новими доменними іменами верхнього рівня в серпні 2012 року.